# Vencillón
Vencillón (katalánul: Vensilló) község Spanyolországban, Huesca tartományban. Vencillón Gimenells i el Pla de la Font, Belver de Cinca, Esplús és Tamarite de Litera községekkel határos. Lakosainak száma 393 fő (2024).

## Népesség
A település népessége az utóbbi években az alábbiak szerint változott:
| Lakosok száma | 468  | 446  | 458  | 479  | 455  | 425  | 392  | 389  | 415  | 393  |
|               | 2001 | 2004 | 2007 | 2009 | 2012 | 2014 | 2017 | 2019 | 2022 | 2024 |